# Cementiri civil de Teresa
Amb només un sepulcre, el Cementiri civil de Teresa al municipi de Bausen a la Vall d'Aran és un dels cementiris civils més antics i alhora més petits de Catalunya. Des del 18 de setembre de 2020 va ser declarat Bé Cultural d'Interès Local pel Consell General d'Aran, tot i l'oposició del partit Convergència Democràtica Aranesa (CDA).

## Història

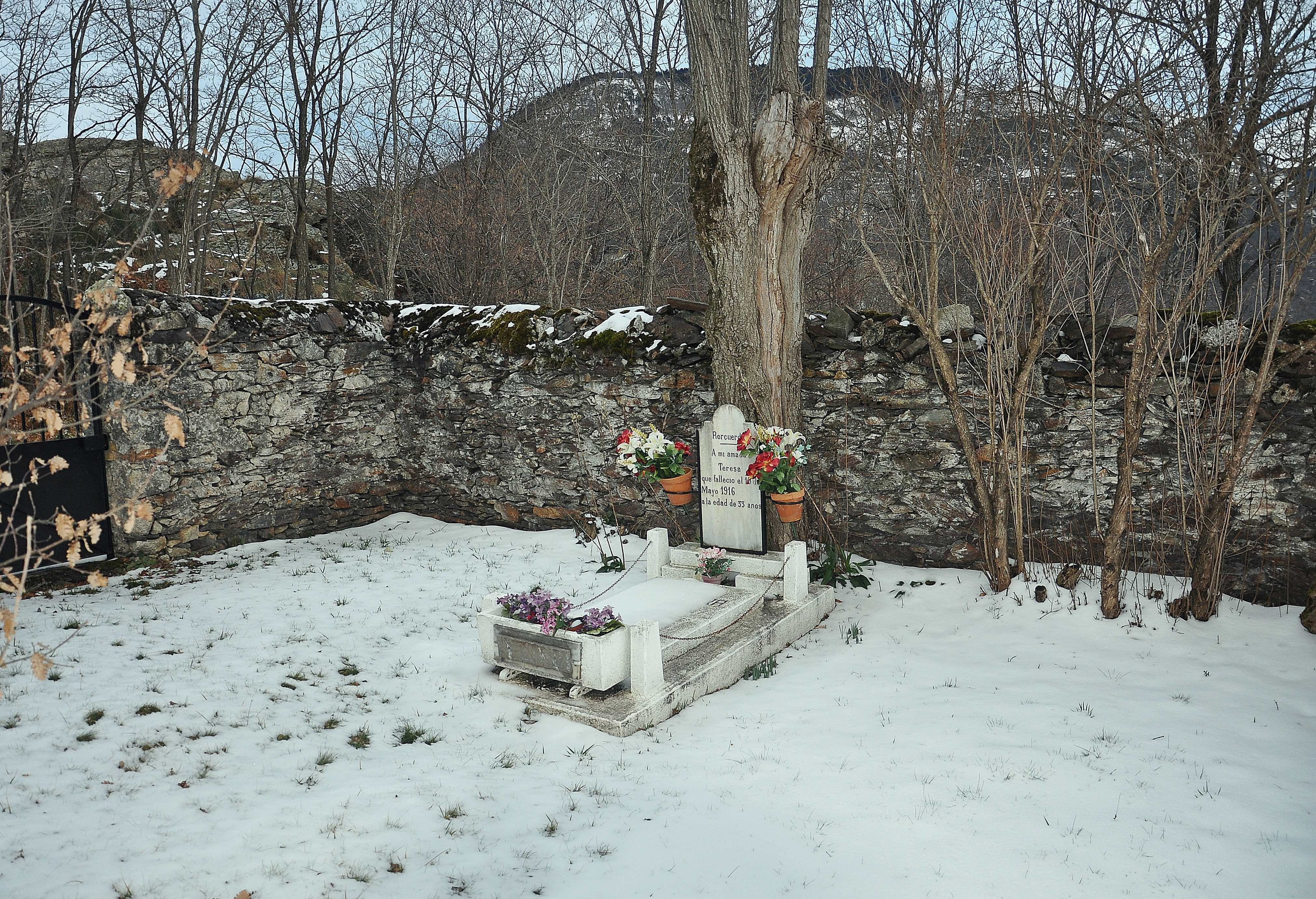
El sepulcre de Teresa

Teresa Estampa i Francesc Bugat, coneguts com «els amants de Bausen» es van enamorar a l'alba del segle xx. Volien casar-se, però el mossèn catòlic de la parròquia exigia una quantitat de diners per obtenir la dispensa papal perquè eren parents, sigui llunyans. No van fer cas d'aquest refús intransigent, van viure junts i van tenir dos fills, que anys més tard es van exiliar a França en la Guerra Civil.
Quan Teresa va morir als trenta-tres anys d'una pneumònia aguda el 10 de maig de 1916, el mateix mossèn va refusar sebollir-la, perquè segons la seva religió la difunta «vivia en pecat» en cohabitar sense casar-se i sebollir-la en «terra beneïda» hauria sigut una profanació. Aleshores tots els veïns sense cap excepció van decidir de construir un cementiri civil i van realitzar-lo en poques hores per poder enterrar Teresa dignament. «Flors silvestres, herbes i matolls envolten aquesta romàntica tomba amb l'objectiu de preservar-la de la intransigència i la intolerància.» La làpida porta escrit: «A mi amada Teresa».